# شیوا احمدی
شیوا احمدی (زاده ۱۳۵۴، تهران) هنرمند ایرانی-آمریکایی است که عموماً بابت نقاشی‌ها، ویدیوها و چیدمان هنری‌اش شناخته می‌شود. برخی آثار او در گالری‌ها و موزه‌های آمریکای شمالی و خاورمیانه به نمایش گذاشته شده است.

## زندگی‌نامه
احمدی در سال ۱۳۵۴ در تهران به دنیا آمد. کودکی او با انقلاب اسلامی ایران و جنگ ایران و عراق مصادف شد و این موضوع روی سبک هنری او اثر گذاشته است. او در سال ۱۳۷۷ از دانشگاه آزاد مدرک لیسانس هنرهای زیبا را دریافت کرد و بلافاصله پس از آن برای ادامه تحصیل به آمریکا رفت. احمدی در دانشگاه ایالتی وین در دیترویت، میشیگان تحصیل کرد و مدرک کارشناسی ارشد هنر طراحی را در ۲۰۰۰ و کارشناسی ارشد هنرهای زیبا را در سال ۲۰۰۳ دریافت کرد. در سال ۲۰۰۳، او در یک اقامتگاه هنرمندان در مدرسه نقاشی و مجسمه‌سازی اسکوهان شرکت کرد. در سال ۲۰۰۵، احمدی دومین مدرک کارشناسی ارشد هنرهای زیبا را در رشته نقاشی از آکادمی هنر کرنبروک دریافت کرد. احمدی در سال ۲۰۱۵ به عنوان دانشیار هنر در دانشگاه کالیفرنیا (دیویس) منصوب شد.

## فعالیت هنری
احمدی در زمینه‌های مختلف هنری از جمله نقاشی با آبرنگ، مجسمه‌سازی و انیمیشن ویدیویی فعالیت می‌کند. نقش‌های آراسته و رنگ‌های پر جنب و جوش برگرفته از هنر ایرانی، هندی و خاورمیانه در آثار او نقش ثابتی دارند. میراث جهانی خشونت و ستم به زیبایی در آثار او به تصویر کشیده شده است. آثار احمدی تأثیر پذیرفته از سنت نقاشی مینیاتور است. او که معمولاً به‌خاطر دستاوردهایش در نقاشی شناخته می‌شود، بعدها با استفاده از انیمیشن‌های ویدئویی هم آثار هنری قابل توجهی خلق کرده است. شیوا احمدی به شکلی شاعرانه به بررسی مسائلی مانند سرمایه‌داری، نفت در خاورمیانه و همچنین وابستگی غرب به نفت می‌پردازد. احمدی برای جلب توجه به این مسائل، اغلب روی تابلوهایی به شکل بشکه نفت یا بشکه‌های واقعی نفت نقاشی می‌کند که باعث می‌شود به اشیایی زیبا تبدیل شوند. شیوا احمدی در ۱۲ تابلو و بر روی سه بشکه نفت در اندازه کامل، به «آشوب و بی‌ثباتی در جهان حاضر چه در خاورمیانه باشد و چه در جای دیگر» می‌پردازد. احمدی با استفاده از زبان نمادین خود، چهره‌های مورد احترام در اساطیر و روایت‌های ایرانی را در صحنه‌های پر هرج و مرج و ساختارشکنانه قرار می‌دهد و در نتیجه آنها را از موقعیت والای خود دور می‌کند. تصاویر ظریف او الهام گرفته از مینیاتورهای ایرانی است و با تصاویری از درگیری و خشونت از جمله اسلحه، چکمه‌های نظامی و سوراخ‌های گلوله درآمیخته است.
اولین انیمیشن او به نام لوتوس به‌طور گسترده در ایالات متحده و سراسر جهان به نمایش گذاشته شد. این هنرمند در پویانمایی لوتوس، بودا را به عنوان سمبل یک خداوند دانا و بخشنده به تصویر می‌کشد که به عنوان یک حاکم پاک و خوش طینت قدرت مطلق را به یک مستبد غیرمسئول و فاسد واگذار می‌کند. بمب‌ها، نارنجک‌ها و سایر مواد منفجره که تداعی‌کننده ادوات جنگ هستند، به آرامی در عمق روایت لوتوس نفوذ کرده و به عنوان استعاره‌ای از فضای سیاسی پرتلاطم تاریخ معاصر بشر عمل می‌کنند. این روایت از تجربه شخصی شیوا احمدی از جنگ، فساد سیاسی و بی‌ثباتی جهانی سرچشمه می‌گیرد که اولین بار در دوران کودکی او در ایران انقلابی در دهه ۱۹۷۰ و بعداً در بزرگسالی در دهه ۱۹۹۰ با آن مواجه شده است. آخرین انیمیشن او با عنوان صعود در ۲۰۱۷ منتشر شد، این اثر به بحران پناهجویان سوری در سال ۲۰۱۵ می‌پردازد. این انیمیشن توسط موزه هنر آسیا در سانفرانسیسکو خریداری شده است.